# Hradčany (Přerov)
Hradčany é uma comuna checa localizada na região de Olomouc, distrito de Přerov.